# Бомбонера
Ла Бомбонера, либо Бомбонера, официальное название — Стадион Альберто Х. Армандо (исп. Estadio Alberto J. Armando) — стадион футбольного клуба «Бока Хуниорс» находящийся в районе Ла-Бока в Буэнос-Айресе. Название связано с архитектурной особенностью — одна из трибун усечена и напоминает «шоколадную коробку» или конфетницу (бонбоньерку).

## Технические характеристики
Вместительность стадиона: 57.395 человек, конструкторы: Хосе Луис Дельпини, Виктор Сульчич, Рауль Бес.
Особенностью конструкции трибун является эффект вибрации в момент, когда болельщики начинают дружно прыгать, поддерживая команду.

## История
- 1905 год — основатели клуба «Бока Хуниорс» нашли площадку в своём квартале
- 1907 год — футбольная Ассоциация вынуждает клуб сменить место проведения матчей из-за несоответствия её требованиям для проведения встреч, клуб переехал на площадку на острове Демарчи
- 1912 год — клуб переезжает в Вильде
- 1913 год — начинается возведение деревянных трибун, домашние матчи команда проводит в Палермо (район Буэнос-Айреса)
- 25 мая 1916 года — открытие стадиона в квартале Бока
- 25 мая 1940 года — открытие стадиона Камило Сичеро
- 2000 год — стадион Камило Сичеро переименован в стадион Альберто Х. Армандо[англ.], в честь бывшего президента клуб в период с 1954 по 1955 и с 1960 по 1980 годы; наиболее употребимое прозвище Ла Бомбонера осталось в употреблении

### Финалы крупных турниров
- Кубок Либертадорес 1963
- Кубок Либертадорес 1977
- Кубок Либертадорес 1978
- Кубок Либертадорес 1979
- Кубок Либертадорес 2000
- Кубок Либертадорес 2001
- Кубок Либертадорес 2003
- Кубок Либертадорес 2004
- Кубок Либертадорес 2007
- Кубок Либертадорес 2018